# 田中哲雄
田中 哲雄（たなか　てつお ）は、日本の教育者。山梨県教育委員会教育長。山梨県立臨時教員養成所所長。

## 経歴
山梨県生まれ。山梨県教育委員会教育長就任。僻地での深刻な教員不足に対応すべく1953年、山梨県旧谷村町上谷に臨時教員養成所が設置された山梨県立臨時教員養成所を設立し自ら所長となる。養成所次長の山口幸之助や後の副学長・文学部長となる小田和金貞とともに運営にあたる。1955年、養成所を母体とした都留短期大学設立と同時に退任する。山梨大学教育学部との競合を考慮し、養成所の大学化を反対しており、小田和らと対立した。

## 参考資料
- 都留文科大学創立50周年記念史
- 都留文科大学創立30周年記念史